# Itatiba do Sul
Itatiba do Sul este un oraș în Rio Grande do Sul (RS), Brazilia.